# Kafr Jales
Kafr Jales (tiếng Ả Rập: كفر جالس) là một ngôi làng Syria nằm ở Maarrat Misrin Nahiyah ở huyện Idlib, Idlib. Theo Cục Thống kê Trung ương Syria (CBS), Kafr Jales có dân số 2770 trong cuộc điều tra dân số năm 2004.